# Galcanézumab
Le galcanézumab, produit par ImClone Systems (en) et commercialisé sous le nom de Emgality par le groupe Eli Lilly, est un anticorps monoclonal IgG4 humanisé qui, en se liant au peptide relié au gène de la calcitonine (CGRP), empêche son activité biologique et réduit les crises migraineuses.

## Mode d'action
La vasodilatation (augmentation du calibre des vaisseaux) est  à l'origine des douleurs migraineuses. Le GRPD est un puissant vasodilatateur, impliqué dans la transmission nociceptive et la pathogenèse de la migraine : des concentrations sanguines élevées de CGRP ont été associées à la crise de migraine,. Le galcanézumab se lie au CGRP avec une forte affinité (KD = 31 pM) et avec une spécificité élevée (supérieure à 10 000 fois par rapport aux peptides apparentés tels que l'adrénomédulline, l'amyline, la calcitonine et l'intermédine), bloquant ainsi son activité vasodilatatrice.

## Indications
Le 29 septembre 2018, la Food and Drug Administration (FDA) donne son accord pour l'utilisation du galcanézumab dans le traitement préventif des migraines chez l'adulte aux États-Unis, puis en juin 2019 pour le traitement des crises migraineuses épisodiques chez l'adulte.
Le 14 novembre 2018, l'Agence européenne des médicaments donne l'autorisation de commercialisation au sein de l'Union européenne en prévention des crises migraineuses chez les adultes qui ont des migraines au moins 4 jours par mois.
Le 29 juin 2020, en France, le galcanézumab constitue une option médicamenteuse à privilégier chez les patients atteints de migraine sévère présentant au moins 8 jours de migraine par mois, en échec à au moins deux traitements prophylactiques et sans atteinte cardiovasculaire. Dans les autres situations cliniques incluant les patients avec moins de 8 jours de migraine par mois, naïfs de traitement ou en échec à une seule alternative ainsi que les patients avec atteinte cardiovasculaire sévère, le galcanézumab n’a pas de place dans la stratégie thérapeutique.

## Posologie
120 mg de galcanézumab en injection sous-cutanée une fois par mois, avec une dose de charge de 240 mg à l'initiation. Le galcanézumab est commercialisé (Emgality) en stylo prérempli. L'emplacement du site d'injection (abdomen, cuisse, fesses et bras) n'a pas d'effet significatif sur l'absorption du galcanézumab.

## Effets indésirables
Les effets indésirables les plus fréquents reportés pour les doses de 120 et 240 mg au cours des études cliniques sur la migraine ont été : douleur au site d'injection (10,1 %/11,6 % ), réactions au site d'injection (9,9 %/14,5 %), vertiges (0,7 %/1,2 %), constipation (1 %/1,5 %), prurit (0,7 %/1,2 %) et urticaire (0,3 %/0,1 %). La plupart des effets étaient d'intensité légère ou modérée. Moins de 2,5 % des patients inclus dans ces études ont arrêté en raison d'effets indésirables.